# Marija Naumova
Marija Naumova, nota anche con lo pseudonimo di Marie N. (Riga, 23 giugno 1973), è una cantante lettone di origini russe.
È diventata particolarmente nota per la propria vittoria all'Eurovision Song Contest nell'edizione del 2002 con la canzone I Wanna, cantata in inglese.
L'anno seguente Marija, insieme a Renārs Kaupers, leader dei Brainstorm, ha presentato l'edizione del 2003 dell'Eurovision tenutasi a Riga.  Dal 1995 ha partecipato con successo a numerosi festival musicali e concorsi per giovani cantanti pop e jazzisti. 

## Discografia

### Album
- Another Dream, 2005
- Nesauciet, 2004
- Noslēpum, 2003
- On A Journey” , 2003
- On A Journey, 2002
- Ma voix, ma voie, 2001
- Ieskaties acīs, 2000
- До светлых слёз, 1998

### Singoli
- Realise, 2003
- I Feel Good, 2003